# Green River (음반)
| 전문가 평가                   | 전문가 평가 |
| 평가 점수                     | 평가 점수   |
| 출처                          | 점수        |
| ----------------------------- | ----------- |
| AllMusic                      | [ 2 ]       |
| Encyclopedia of Popular Music | [ 7 ]       |
| Rolling Stone (original)      | (favorable) |
| Rolling Stone (reissue)       | [ 9 ]       |

《Green River》는 1969년 8월 7일에 발매된 미국의 로큰롤 밴드 크리던스 클리어워터 리바이벌의 세 번째 스튜디오 음반이다. 그해 이들이 발매한 3집 중 두 번째 음반으로, 1월 《Bayou Country》에 이어 11월 《Willy and the Poor Boys》에 이어 두 번째 음반이었다.

## 배경
1969년 1월, 크리던스 클리어워터 리바이벌은 두 번째 스튜디오 음반 《Bayou Country》를 발매하고, 〈Born on the Bayou〉로 브레이크아웃 싱글 〈Proud Mary〉를 발매하여 빌보드 핫 100에서 2위에 올랐다. 프로듀서 겸 작곡가인 존 포거티는 1969년에만 3장의 음반을 녹음하게 될 크리던스 클리어워터 리바이벌의 원동력이었다. 이 밴드의 성실함과 작업 윤리는 샌프란시스코에 기반을 둔 다른 밴드들의 분노를 자아냈고, 드러머 더그 클리퍼드는 2013년 《골드마인》의 젭 라이트에게 "우리는 지역 밴드들을 보러 갔고 그들은 너무 돌에 맞아 그들은 심지어 조율조차 되지 않았고 정말 끔찍했습니다...그때 우리는 필모어 바닥에 약이나 술을 하지 않기로 합의했습니다. 음악을 높이 사거나, 아니면 사업에서 손을 떼기로 했습니다." 당시 티끌을 거스르면서 크리던스 클리어워터 리바이벌는 많은 록 밴드들이 선호하는 산성적인 자유형 잼을 피했는데, 이는 틀림없는 로커빌리 가장자리를 가진 촘촘한 구조의 뿌리음악을 위해서였다. 포거티는 2012년 《언컷》의 데이비드 카바나그에게 "45분짜리 기타 솔로라는 애시드 록이 마음에 들지 않았다"고 설명했다. "음악은 그보다 좀 더 빨리 요점을 짚어야 한다고 생각했습니다." 그들의 음악적 규율은 포거티의 다작곡 작곡과 결합되어 이 밴드를 초스타덤으로 격상시킬 것이다.

## 유산
2003년 《Green River》는 《롤링 스톤》이 선정한 역사상 가장 위대한 음반 500장 중 95위에 올랐고, 로버트 다이머리의 책 《죽기 전에 꼭 들어야 할 앨범 1001》에 실렸다. 이 곡은 밴드의 가장 잘 알려진 곡 중 두 곡인 〈Bad Moon Rising〉과 타이틀곡이 수록되어 있다. 이 음반은 2006년 아날로그 제작에 의해 180그램의 바이닐에 다시 녹음되어 재발행되었다.

## 곡 목록
모든 곡들은 특별한 언급이 없는 한 존 포거티에 의해 작사/작곡하였다.
| #  | 제목                          | 재생 시간 |
| -- | ----------------------------- | --------- |
| 1. | 〈Green River〉               | 2:36      |
| 2. | 〈Commotion〉                 | 2:44      |
| 3. | 〈Tombstone Shadow〉          | 3:39      |
| 4. | 〈Wrote a Song for Everyone〉 | 4:57      |

| #  | 제목                             | 작사·작곡                             | 재생 시간 |
| -- | -------------------------------- | ------------------------------------- | --------- |
| 1. | 〈Bad Moon Rising〉              |                                       | 2:21      |
| 2. | 〈Lodi〉                         |                                       | 3:13      |
| 3. | 〈Cross-Tie Walker〉             |                                       | 3:20      |
| 4. | 〈Sinister Purpose〉             |                                       | 3:23      |
| 5. | 〈Night Time Is the Right Time〉 | 내피 브라운, 오지 카데나, 르우 헤르만 | 3:09      |

## 인증
| 국가                       | 인증        | 판매량/출하량 |
| -------------------------- | ----------- | ------------- |
| 미국 (RIAA)                | 3× 플래티넘 | 3,000,000^    |
| ^출하량을 기반으로 한 인증 |             |               |